# Hans Ekman
Den här sidan handlar om företagaren på 1600-talet, för skådespelaren, se Hasse Ekman.
Hans Ekman, född omkring 1666, död 2 november 1743, var en svensk industrialist.
Hans Ekman kom före 1685 i tjänst hos Jacob Gavelius och arbetade från omkring 1687 vid hans vantmakeri på Södermalm. 1692 kallas han skrivare där. Efter Jacob Gavelius död, då adlad Lagerstedt blev han 1698–1724 var han direktör för Barnängens manufaktur, som då låg i Barnängen. Hans Ekman var då förlovad med Lagerstedts dotter Catharina Christina Lagerstedt, och de båda gifte sig 1699. 
Tanken i Jacob Gavelius testamente var att inrätta ett fideikommiss av Barnängen med Hans Ekman som direktör och sonen Jacob Lagerstedt som hans närmaste man och med tiden meddirektör. Redan 1702 bestämdes dock att Jacob Lagerstedt den yngre skulle överta Daniel Leijonanckers anläggningar som familjen köpt in och att Hans Ekman ensam skulle fortsätta driva Barnängen, med Jacob Gavelius den äldres dödsbo som fortsatt delägare. 
Stora nordiska kriget innebar en stor motgång för företaget, kronan började efterhand att bli sämre med att betala de stora leveranser av uniformspersedlar fabriken levererade. 1711 klagade Ekman över att han under två års tid inte fått någon betalning på de 28.684 daler silvermynt kronan då var skyldig honom. För att kunna fortsätta driva verksamheten var han själv tvungen att ta upp lån av andra. Hans Ekman fortsatte dock att leverera kläde till armén, men betalningarna fortsatte att krångla, och under långa tider låg tillverkningen nere på grund av brist på pengar. Därtill kom Hans Ekman i konflikt med sin svärmor och svågrar om förvaltningen av dödsboet. 
Därför tog Hans Ekman 1724 chansen då Riddarhuset sökte efter industrier att investera i och sålde 3/4 av företaget medan han själv behöll 1/4. Man hade då förväntat sig stora uniformsbeställningar med dessa uteblev. Samtidigt klagades över kvaliteten på fabrikens kläde. För att förbättra kvaliteten anlades av firman 1728 en ny vantfabrik som använde skotsk ull med John P. Smith som ledare på den Leijonanckerska fastigheten. Hans Ekman motsatte sig utvidgningen av verksamheten och de kostnader det medförde, vilket ledde till att han 1731 avskedades som direktör och ersattes av Erik Salander. Hans Ekman förblev dock boende inom fabriksområdet vilket ledde till fortsatta konflikter med dess ledning. Det gick dock utför med hans finanser, vid sin död översteg hans skulder tillgångarna med över det dubbla.